# Castillo del Príncipe (España)
El Castillo del Príncipe (llamado en gallego y oficialmente Castelo do Príncipe) es una fortaleza española construida en el siglo XVIII, situado en la parroquia de Ameijenda, en el municipio de Cee (La Coruña, Galicia). Fue declarado Bien de Interés Cultural en el año 1994.
Da nombre a la aldea de Castelo do Príncipe.

## Historia
El fortaleza se comenzó a construir en 1740 junto con el Castelo do Cardeal (Castillo del Cardenal en español), situado a la otra orilla de la ría de Corcubión. El ingeniero encargado de la obra fue Francisco Llobet, siendo sustituido por Carlos Lemaur (de origen francés, algo muy habitual en el reinado de los borbones) en el 1744, año en el que comienzan los trabajos definitivos. Las obras acaban en 1755. El nombre del Príncipe se le dio en honra al hijo de Carlos III de España, el futuro rey Carlos IV.
El papel estratégico de la "Costa de la Muerte" va perdiendo relevancia durante el siglo XIX, por lo que a finales del XIX el castillo, al igual que la otras tantas fortalezas, dejaría de pertenecer al Estado tras subasta pública. El primer propietario fue el empresario, banquero y político finisterrano, muerto en Corcubión, Plácido Castro Rivas, el cual compra también en 1892 el Castillo de San Carlos de Finisterre. En el año 1928, después de abandonar la villa de Corcubión, Placido Castro hace una donación de varios bienes inmuebles (entre los que se encuentra el Castillo del Príncipe) a la Asociación de Periodistas de Madrid, los cuales lo acaban hipotecando y, posteriormente, queda en manos del banco. Durante muchos años el edificio queda abandonado hasta que en 1985 el empresario gallego, Xosé Ramón Oreiro, se hace con él por 30 millones de pesetas. Oreiro hace la mayor reforma que se hizo en esta fortaleza, convirtiéndola en una lujosa vivienda.
En el año 2006, el castillo fue comprado por un empresario de la Rioja por una cifra en torno a los 3 millones de euros y actualmente se encuentra a la venta por 4.7 millones de euros.

## Arquitectura
Al igual que el Castillo del Cardenal montaba 12 piezas de artillería en otras tantas torres dirigidas hacia el mar. Al amplio adarve que tiene, se ascendía por una rampa o por dos escaleras de una piedra; existiendo también espaldones resueltos con arcos rebajados. Un gran edificio que dirige sus alas hacia los semibaluartes del hornabeque, contenía los servicios logísticos (dependencias para la guarnición que conseguía los 88 soldados, almacenes y polvorín). El aparejo es de cantería bien labrada en su perímetro exterior y gran parte de sus fábricas interiores, lo que le da gran realce visto desde el mar o desde tierra, donde tenía el foso y el puente para entrar al centro de la cortina.

## Polémica
Dado su carácter de Bien de Interés Cultural, adquirido en el año 1994, está sometido a la ley 5/2016 del 4 de mayo, del Patrimonio cultural de Galicia. En su artículo 48 se especifica que los propietarios de dichos bienes permitirán su visita pública un número mínimo de cuatro días al mes durante, por lo menos, cuatro horas diarias, siendo estos definidos previamente. Por este motivo vecinos del ayuntamiento de Cee comenzaron a demandar al actual dueño la apertura inmediata de sus puertas, ya que esta fortaleza se encuentra cerrada al público.